# Jetta van Leeuwen
Jetta van Leeuwen (Bergen, 21 februari 1930 – 27 juni 2019) was een Nederlandse omroepster die van 1961 tot 1972 bij de VARA actief was.

## Biografie
Jetta de Lange werd in 1930 geboren in hotel-pension "Holland" aan de Studler van Surcklaan in Bergen wat door haar ouders werd geëxploiteerd. Na haar eindexamen aan het Murmellius Gymnasium in Alkmaar ging ze Nederlands studeren aan de Gemeentelijke Universiteit in Amsterdam. Daar ontmoette ze haar man Cor van Leeuwen, die politieke en sociale wetenschappen studeerde en later regisseur zou worden bij de VARA. Na de komst van kinderen en een verhuizing wegens een baan bij de Wereldomroep van haar man besloot ze haar studie stop te zetten.
Haar man maakte haar opmerkzaam op de vrijgekomen baan als omroepster na het vertrek van Karin Kraaykamp bij de VARA, ze solliciteerde en werd na enkele selectierondes gekozen als nieuwe omroepster. Na haar debuut in 1961 als omroepster presenteerde ze ook het radioprogramma Op de koffie, waar ze Joop Allema opvolgde. In 1966 besloot de VARA dat ze geen omroepers meer in beeld brengen. Van Leeuwen en haar collega Elles Berger zouden op 1 oktober worden ontslagen. Op een ledenvergadering van de omroep werd er met stemming besloten de omroepers te handhaven.
Vanaf januari 1973 verscheen Van Leeuwen niet meer als omroepster in beeld. VARA-directeur Piet te Nuyl gaf als reden dat haar presentatie aanmerkelijk verslechterd zou zijn. Dit zou een unaniem besluit zijn geweest, terwijl Koos Postema, ook werkzaam bij de VARA ontkende dat er over haar presentatie was gesproken. Er wordt ervan uitgegaan dat haar leeftijd een rol speelde bij het ontslag. Haar ontslag leidde tot een arbeidsrechtelijk conflict dat in de pers breed uitgemeten werd. Ze verloor in 1974 de rechtszaak die ze had aangespannen. Na haar ontslag kreeg ze van het personeelsblad van de NOS de Gouden Bandenwipper, een prijs voor personen die zich onderscheiden in de omroepwereld, voor haar vakmanschap. Na haar ontslag bij de VARA pakte ze haar studie leraar Nederlands MO-A op.
In 1972 was ze een van de bekende Nederlandse vrouwen die de Dolle Mina abortus-actie ondertekenden. In hetzelfde jaar gaf ze in een open brief in Vrij Nederland kritiek op de rolbevestigende Jip en Janneke-boeken van Annie M.G. Schmidt.